# アグネス・ホト
アグネス・ホト（Agnes Hotot、fl. 1395年）は、馬上槍試合において男性相手に勝利したことで知られるイングランドの貴族の女性。1741年にアーサー・コリンズが1741年に記したところによれば、とある修道士の書き残した記録に、ホトが、病気になった父に代わり、男性と偽って決闘に臨み、相手を馬から突き落とした後で、自分の正体を明かしたという話が残されているという。ホトは後にノーサンプトンシャー州クラプトン（後のクロプトン）のダドリー家 (the Dudley family of Clapton) に嫁いだが、ダドリー家は彼女の勝利にちなんで、兜を着けた女性の姿を描いたクレストを紋章に加えたという。
その後、アグネス・ホトの物語には変更が加えられ、クロプトンに伝わる幽霊譚「スクルキング・ダドリー (Skulking Dudley)」と結びつけられて、アグネスは、ダドリー家の不道徳な男を父とする有徳の娘と位置づけ直された。このバージョンの話では、アグネスは、試合に怖気付いて仮病を使った父に代わって決闘に臨んだとされる。彼女は、試合で負かした相手と結婚するという結末になる。

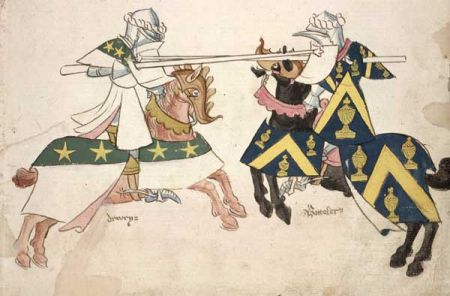
中世の絵に描かれた馬上槍試合の様子。騎乗する競技者は互いにランス (槍) を上げて相手に突進する。

## 伝説
アグネス・ホトは、ホト家 (the family of Hotot) の相続人である若い女性であった。父は、サー・ジョン・ホト (Sir John Hotot) であった。
ホトの父は、リングレー (Ringsley) という名の男と争いごとを抱えており、これを解決するために馬上槍試合で決着をつけるということになった。しかし、決闘の直前になって、ホトの父は痛風を患ってしまい、「領地と名誉を失うよりは」とホトは正体を隠し、父の甲冑を身につけて試合に臨んだ。彼女は、リングレーを馬から突き落とした。相手が、土の上に倒れたところで、ホトは兜を脱ぎ、髪を解き放って正体を現した。別の説では、彼女は甲冑の胸部を外して、女性であることを示したともいう。
1395年、ホトはノーサンプトンシャー州クラプトンのダドリー家に嫁いだが、このクラプトンは、後のクロプトンのことである。ダドリー家は、ホトの槍における勝利を記念して、「みだれ髪で胸をはだけ、（騎乗する馬の）喉革を下げた、兜を被った女性の胸像 (a woman's bust, her hair disheveled, bosom bare, a helmet on her head, with the stay or throat-latch down)」をクレストに加え、その後永くこれを伝えたという。ホトの物語は、クラプトンの村の修道士が記録を残した。
ホトについての後代の物語は、彼女の話を、14世紀に殺人を犯したと推認され、20世紀初頭にクロプトンの村人たちの前に幽霊が現れたというダドリー家の一員「スクルキング・ダドリー」の伝説と結び付けている。この現代版の物語の中では、アグネスはスクルキング・ダドリーとされ、近傍の地主と揉め事を起こし、決闘に怖気付いて仮病を使った父に代わって一族の名誉を守る。彼女は、決闘には敗れたが、彼女の正体を知った相手が命を救い、彼女と結婚したとされる。